# Acrocercops karachiella
Acrocercops karachiella är en fjärilsart som beskrevs av Hans Georg Amsel 1968. Acrocercops karachiella ingår i släktet Acrocercops och familjen styltmalar.
Artens utbredningsområde är Pakistan. Inga underarter finns listade i Catalogue of Life.